# Chamaeraphis hordeacea
Chamaeraphis es un género monotípico de plantas herbáceas de la familia de las poáceas. Su única especie, Chamaeraphis hordeacea, es originaria de Australia.

## Descripción
Es una planta perenne. Con culmos de 25-60 cm de largo. La lígula es una membrana ciliolada.
Inflorescencia compuesta de racimos que aparecen a lo largo de un eje central; en un falso pico bilateral; teniendo 1 espiguilla. Eje de la inflorescencia central aplanado. Raquis de hojas caducas; terminando en una extensión estéril; como una extensión de cerdas. Espiguillas solitarias y las fértiles sésiles. 

## Taxonomía
El género fue descrito por Robert Brown y publicado en Prodromus Florae Novae Hollandiae 1: 194. 1810.
Sinonimia
- Panicum chamaeraphis Trin.
- Panicum hordeaceum (R.Br.) Raspail
- Setosa erecta Ewart & Cookson
- Setosa hordeacea (R.Br.) Ewart[3][4]